# Lycalopex
Lycalopex es un género de cánidos medianos o pequeños, nativos de Sudamérica, a los que se conoce de forma genérica como zorros en su área de origen.
Fue descrito por Burmeister en 1854, quien en 1856 describió también el género Pseudalopex, que es sinónimo del primero. A pesar de ello, las especies Lycalopex culpaeus (Molina, 1782), Lycalopex griseus (Gray, 1837), Lycalopex gymnocercus (G. Fischer, 1814), Lycalopex sechurae Thomas, 1900 y Lycalopex vetulus (Lund, 1842) se podían ver escritas y encontrar como pertenecientes al género Pseudalopex, todavía a mediados de la década de 2010.

## Etimología
El nombre científico con que anteriormente se conocía a este género, Pseudalopex, procede de la fusión entre dos palabras griegas: la forma en que se denomina a los «zorros» (Alopex) y el término «falso» (Pseudo), indicando su escaso parentesco con los zorros «auténticos».

## Taxonomía
El género Lycalopex está más emparentado con los lobos y chacales (género Canis) que con los zorros del hemisferio norte, del género Vulpes; por lo que fue considerado por varios autores como subgénero tanto de Canis como de Dusicyon. Investigaciones sobre su genética molecular no encontraron diferencias suficientes entre Lycalopex y Pseudalopex.

## Especies

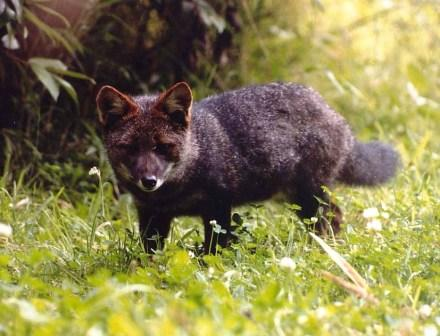
Macho de zorro chilote (Lycalopex fulvipes)

Se reconocen las siguientes:
- Lycalopex culpaeus
- Lycalopex fulvipes
- Lycalopex griseus
- Lycalopex gymnocercus
- Lycalopex sechurae
- Lycalopex vetulus